# Nutepelmien
Nutepelmien (ros. Нутэпэльмен) – wieś w Rosji, w Czukockim Okręgu Autonomicznym, w rejonie iultińskim. W 2010 liczyła 157 mieszkańców.